# Districte de Žarnovica
El districte de Žarnovica - (eslovac) Okres Žarnovica - és un dels 79 districtes d'Eslovàquia. Es troba a la regió de Banská Bystrica. Té una superfície de 425,34 km², i el 2013 tenia 26.805 habitants. La capital és Žarnovica.

## Demografia
| Godina             | 1994   | 2004   | 2014   | 2024   |
| ------------------ | ------ | ------ | ------ | ------ |
| Nombre de persones | 27.920 | 27.381 | 26.732 | 24.463 |
| Diferència         |        | −1,93% | −2,37% | −8,48% |

| Godina             | 2023   | 2024   |
| ------------------ | ------ | ------ |
| Nombre de persones | 24.668 | 24.463 |
| Diferència         |        | −0,83% |

## Llista de municipis

### Ciutats
- Žarnovica
- Nová Baňa

### Pobles
Brehy · Hodruša-Hámre · Horné Hámre · Hrabičov · Hronský Beňadik · Kľak · Malá Lehota · Orovnica · Ostrý Grúň · Píla · Rudno nad Hronom · Tekovská Breznica · Veľká Lehota · Veľké Pole · Voznica · Župkov
1. 1 2  «Počet obyvateľov podľa pohlavia - obce (ročne) [om7102rr_obce=AREAS_SK]».   Statistical Office of the Slovak Republic, 31-03-2025. [Consulta: 31 març 2025].